# São Brás do Suaçuí
São Brás do Suaçuí är en kommun i Brasilien.   Den ligger i delstaten Minas Gerais, i den sydöstra delen av landet, 700 km sydost om huvudstaden Brasília. Antalet invånare är 3 512.
Omgivningarna runt São Brás do Suaçuí är huvudsakligen savann. Runt São Brás do Suaçuí är det ganska tätbefolkat, med 83 invånare per kvadratkilometer.